# 旭川聖苑
旭川聖苑（あさひかわせいえん）は、北海道旭川市東旭川町倉沼62番地の33にある、旭川市営の火葬場。

## 概要
旭川市ではかつて市内台場地区に火葬場が存在したが、1961年（昭和36年）の開業から40年近くが経過し老朽化が激しかったことから、2000年（平成12年）2月1日に現在地に新築移転した。
ところが、火葬すべき遺体の数が炉室の数を大幅に上回るキャパシティオーバーの状態が頻発したため、2010年（平成22年）からは前日までの事前予約がある場合に限り、通常火葬を行わない友引日にも火葬を行うようになった（ただし第2友引日のみは、施設点検のため完全休業する）。

## 施設
- 火葬炉 13基（他に胞衣炉1基）
- 待合室 16室（洋室2室、和室14室）
- 売店 あり
- 告別室 7室
- 収骨室 4室
- 駐車場 乗用車77台、バス15台、身障者2台
- 敷地面積 65,195m2
- 延床面積 6,253m2

斎場は併設されていないため、通夜・告別式を行う場合は別途手配が必要である。

## 火葬炉メーカー
- 宮本工業所[2]

## アクセス
- 旭川駅から車で約25分、旭川北ICから車で約35分
- 旭川駅から旭山動物園行きバス旭山公園入口下車、徒歩15分

※旭山動物園が近接している上にアクセス道路が少ないため、観光シーズンには動物園に向かう観光客の車と、火葬のための霊柩車・バス等が入り混じった渋滞が発生しがちである。